# 薩氏亞氏蟹
薩氏亞氏蟹（学名：Yaldwynopsis saguili）为人面蟹科亞氏蟹屬下的一个种。